# Руди Гарсия
Руди Гарсия (на френски: Rudi Garcia) е бивш френски футболист, играл на поста на полузащитник, и настоящ старши треньор.

## Кариера

### Кариера като футболист
Дебютира в мъжкия футбол с отбора на Лил през 1982 г. Остава играч на кучетата до 1988 година, когато преминава в Кан. От 1991 до 1992 г. играе в Мартиг, след което се оттегля от професионалния футбол, бидейки за два сезона част от аматьорския Корбей Есон.

### Кариера като треньор
През 1994 година Гарсия става играещ треньор на отбора, като запазва треньорската позиция и след като прекратява активната си кариера си през 1996 г.
През 1998 г. става помощник на Робер Нузаре в Сент Етиен. Остава като помощник-треньор в щаба на уелсеца Джон Тошак. По средата на сезон 2000/01 Джон Тошак се оттегля, и Гарсия поема юздите. По това време зелените се намират в зоната на изпадащите, и след като не успява да спаси клуба от изпадане, Руди Гарсия напуска.
През май 2002 г. поема третодивизионния Дижон. През сезон 2003/04 успява да изкачи отбора до Лига 2 и го извежда до полуфиналите за Купата на Франция.
През юни 2007 година напуска отбора от Бургундия и поема Льо Ман. Под негово ръководство Льо Ман завършва на девето място в Лига 1, което е едно от най-високите класирания в историята на отбора.

### Лил
На 18 юни 2008 г. заменя Клод Пюел начело на Лил.
По негово време дебют за отбора правят футболисти като Людовик Обраняк, Мичел Бастос и Еден Азар.
През сезон 2009/10 успява да класира отбора до 1/8-финалите на Лига Европа. Кампания 2010/11 е една от най-успешните в клубната история, като кучетата печелят шампионската титла с 8 точки преднина.

### Рома
След края на сезон 2012/13 застава начело на италианския Рома. Първата му година, начело на римските вълци е успешна, като Рома завършва на второ място и се класира за Шампионска лига. Сезон 2014/15 е увенчан с още едно второ място. Началото на кампания 2015/16 е добро, като италианския отбор успява да достигне до 1/8-финалите на Шампионската лига, но впоследствие качеството на играта спада, и на 13 януари 2016 г. е уволнен.

### Олимпик Марсилия
На 20 октомври 2016 г. е представен като треньор на Олимпик Марсилия.

## Успехи

### Като треньор
Лил
- Шампион на Франция (1): 2010/11
- Носител на Купата на Франция (1): 2010/11

 Рома
- Вицешампион на Италия (2): 2013/14, 2014/15